# Jan Coxie
Jan Coxie (Malines, 1629 – Malines, 1670) è stato un pittore e disegnatore fiammingo.

## Biografia

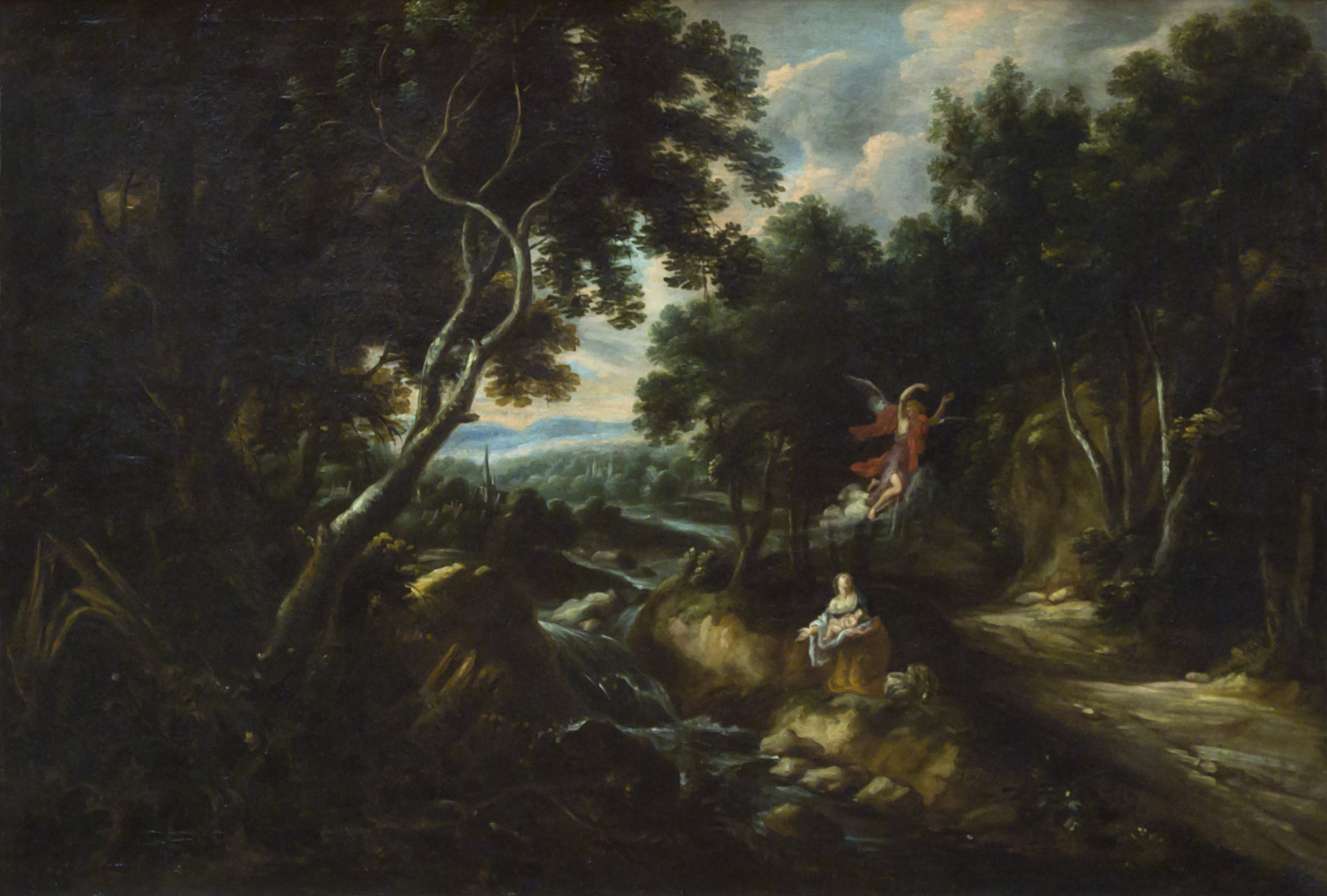
Hagar and the Angel in the Wilderness

Jan Coxie è nato a Malines da Michiel Coxie III con cui si è anche formato come pittore. Era il pronipote di Michiel Coxie che era noto come il “Raffaello Fiamingo.”
Nel 1651, all’età di 21 anni, fu accettato come maestro della Corporazione di San Luca (o Gilda di San Luca), che era una gilda cittadina per pittori e altri artisti. 
Nel 1650 o 1667, a seconda della fonte, sposò Joanna Biset, con la quale ebbe due figli: Jan Anthonie (n. 1650/1670 - c. 1720), che ha avuto una carriera internazionale come pittore, e Jan Michiel (1650/1670 - fra 1689/1709), che ha avuto una carriera a Malines come un pittore di storia.   
È morto nel 1670 a Malines.

## Opere
È noto soprattutto per i suoi dipinti di paesaggi, che spesso rappresentavano scene religiose.  
Ha lavorato a Malines per la maggior parte della sua vita e creò una serie di dipinti per l'abate Libert de Paepe dell'Abbazia del Parco di Heverlee (almeno 31).